# Gwaii-Haanas-Nationalpark
Die Gwaii Haanas National Park Reserve and Haida Heritage Site (englisch) oder Réserve de parc national et site du patrimoine haïda Gwaii Haanas (französisch) ist ein 1988 gegründeter kanadischer Nationalpark im pazifischen Nordwesten mit einer Fläche von 1470 km². Abweichend von den meisten anderen kanadischen Nationalparks trägt er als einer von aktuell zehn Parks den Zusatz Reserve. Er ergibt sich aus anderen Nutzungsrechten für die lokalen indigenen Völker.
Er umfasst den Süden des Archipels von Haida Gwaii, auch bekannt als Queen Charlotte Islands, mit mehreren hundert Inseln. Von Norden nach Süden misst der Park auf den Inseln Moresby, Lyell, Kunghit und zahlreichen kleineren Inseln rund 90 km. Nachdem die Besitzrechte umstritten sind, wird der Park seit 1993 gemeinsam von der kanadischen Regierung und dem Council of the Haida Nation betrieben. Die Haida sind die Ureinwohner der Königin-Charlotte-Inseln und legen großen Wert auf den Erhalt ihres Kulturerbes. 
Mit dem Nationalparkstatus wurde dieses Gebiet vor der Forstwirtschaft geschützt, nachdem die Haida 1985 mit großangelegten Blockadeaktionen und direktem Widerstand gegen die Abholzungen auf Lyell Island protestiert hatten. Im Zuge dieser Demonstrationen entdeckten viele Haida ihre traditionelle Kultur wieder, was sich auch darin zeigte, dass die Demonstranten gemeinsam mit traditionellen Mitteln ein Langhaus am Ort des Protests errichteten. 2013, zum 20. Jubiläum der gemeinsamen Parkverwaltung stellten die Haida und Parks Canada zusammen einen Totempfahl auf, den ersten neuen Pfahl seit rund 130 Jahren.
Im Park selbst gibt es keine Straßen, im nördlich anschließenden Haida Heritage Area sind einige wenige Siedlungen per Auto erreichbar. Nach Moresby Island gibt es eine Fähre und Flüge von Prince Rupert. In den eigentlichen Park gelangt man nur per Boot oder Wasserflugzeug. Ein geeignetes Verkehrsmittel zu und zwischen den vielen Inseln ist das Seekajak. Es gibt im eigentlichen Park keinerlei Unterkünfte; alle Besucher, die mehr als eine Tagestour machen wollen, brauchen ein Boot auf dem sie Schlafen können oder eine Campingausrüstung.
Bei dem Park handelt es sich um ein Schutzgebiet der IUCN-Kategorie II (National Park). Höchste Punkt im Park ist mit 1118 m Höhe im nördlichen Parkbereich gelegene Mount de la Touche. Der auf Moresby Island gelegene Berg gehört zu den Queen Charlotte Mountains, der nördlichen Subrange der Insular Mountains.

## UNESCO-Welterbe und nationale Würdigung

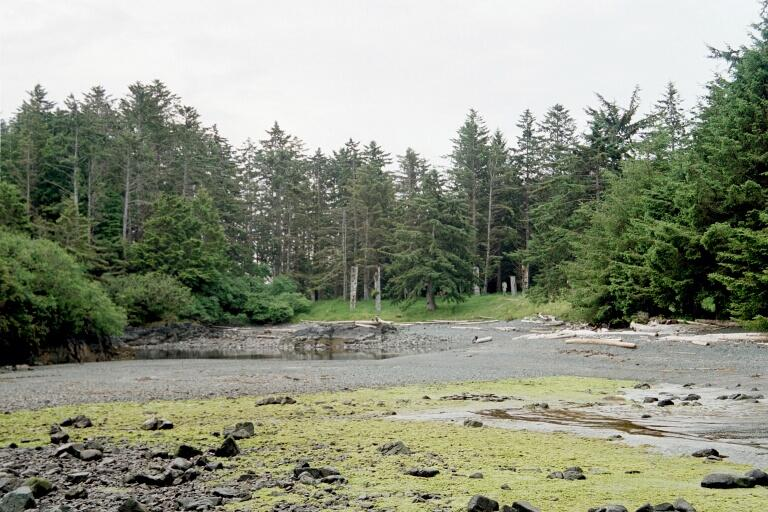
Ninstints (Nan Sdins) auf SGaang Gwaii

Die zu dem Nationalpark zählende Insel SGaang Gwaii (englisch Anthony Island) wurde 1981 zum UNESCO-Weltkulturerbe erklärt. Die verlassene Haidasiedlung Nan Sdints (englisch Ninstints) mit ihren 10 Hausruinen und 32 Totempfählen inmitten reicher Vegetation gilt als wichtigste Kulturstätte der Haida. Die Siedlung selber wurde im Jahr 1981 zusätzlich von der kanadischen Bundesregierung zu einer „nationalen historischen Stätte“ erklärt.
Nachdem das Dorf mehrere Jahrhunderte Bestand hatte, wurde die ursprünglich von über 300 Menschen bewohnte Siedlung in den 1860er Jahren Opfer einer Seuche. Die Insel wird wie auch andere Haida-Kulturstätten von einer als Haida Gwaii Watchmen bezeichneten Gruppe betreut. Auf SGaang Gwaii und einer anderen Insel ist aus Respekt vor der Haidakultur Zelten für Besucher nicht zulässig.
Der gesamte Nationalpark steht seit 2004 als Kandidat für eine gemischte Kultur- und Naturerbestätte auf der Tentativliste von Kanada.